# Sébastien Roth
Sébastien Roth (* 1. April 1978) ist ein ehemaliger Schweizer Fussballspieler.

## Karriere

### Vereine
Der Torhüter lancierte seine Karriere bei SR Delémont im Jahr 1995. 1998 wechselte er für zwei Jahre zum FC Solothurn, ehe er zur Jahrhundertwende zum Servette FC transferiert wurde. Nach fünf erfolgreichen Jahren in Genf spielte er je eine Saison für den FC Lorient (2005) respektive für Yverdon-Sport (2006). 2007 wechselte er zum FC Schaffhausen und spielte anschliessend in der Saison 2009 für den FC Le Mont. Im Sommer 2010 unterschrieb er einen Vertrag bei Étoile Carouge, wo er bis 2013 blieb, ehe er seine Fussballkarriere beendete.

### Nationalmannschaften
Er absolvierte 10 Spiele für die U-21-Nationalmannschaft der Schweiz und wurde für die Euro 2004 als Ersatztorhüter nachnominiert für den verletzten Fabrice Borer, kam jedoch nicht zum Einsatz.